# De cala Llucalari a Cales Coves
De cala Llucalari a Cales Coves este o arie protejată (sit de importanță comunitară — SCI) din Spania întinsă pe o suprafață de 1.065,42 ha, integral marine.

## Localizare
Centrul sitului De cala Llucalari a Cales Coves este situat la coordonatele 39°52′16″N 4°06′21″E / 39.871°N 4.1059°E.

## Înființare
Situl De cala Llucalari a Cales Coves a fost declarat sit de importanță comunitară în aprilie 2004 pentru a proteja 8 specii de animale.

## Biodiversitate
Situată în ecoregiunile marină mediteraneană și mediteraneană, aria protejată conține 1 habitat natural: Straturi cu Posidonia (Posidonion oceanicae).
La baza desemnării sitului se află mai multe specii protejate:
- păsări (6): pescăruș albastru (Alcedo atthis), chirighiță neagră (Chlidonias niger), egretă mică (Egretta garzetta), Larus genei, chiră de mare (Sterna sandvicensis), fluierar de mlaștină (Tringa glareola)
- mamifere (1): delfin mare (Tursiops truncatus)
- reptile (1): Caretta caretta